# Породица (филм)
Породица је српски филм из 2015. године у режији Саше Радојевића. Филм је снимљен у копродукцији ЕХО Продукције и РТС-а. Премијеру је имао 28.11.2015. године на Фестивалу Ауторског Филма (ФАФ) у Београду.

## Радња
Ана, глумица из Берлина, долази у Београд због снимања филма и случајно покреће потрагу за истином о својој породици. Сазнаје да је њен отац био повезан са сумњивим самоубиством девојке Ружице пре много година. Уз помоћ полицајца Бојана, и поред упозорења да не дира угледног Јована, Аниног очевог пријатеља, она открива породичне тајне које доводе у питање све што је знала о свом оцу.

## Улоге
| Глумац             | Улога             |
| ------------------ | ----------------- |
| Ана Стефановић     | Ана Станковић     |
| Милутин Милошевић  | Бојан             |
| Александра Николић | Марија Станковић  |
| Радован Миљанић    | Јован Митић       |
| Марина Марковић    | Марина            |
| Ненад Јованов      | Ненад             |
| Вања Ејдус         | Вања              |
| Љума Пенов         | Ружица Михајловић |
| Борис Јагер        | Млади Јован Митић |
| Јелена Шушњар      | Млада Марија      |
| Ален Величковић    | Лазар Станковић   |
| Суна Казић         | Новинарка         |
| Стефан Арсенијевић | Лекар             |